# The Black Parade: The B-Sides
«The Black Parade: The B-Sides» — четвёртый мини-альбом американской рок-группы My Chemical Romance, выпущенный 3 февраля 2009 года на лейбле Reprise Records. Все пять B-side-треков, находящиеся на альбоме, ранее были выпущены на третьем студийном альбоме группы The Black Parade

## Список композиций
Слова и музыка всех песен — My Chemical Romance.
| №  | Название                                | Длительность |
| -- | --------------------------------------- | ------------ |
| 1. | «My Way Home Is Through You» ([B])      | 2:58         |
| 2. | «Famous Last Words» (live[A][B])        | 4:53         |
| 3. | «Kill All Your Friends» ([B])           | 4:28         |
| 4. | «Welcome to the Black Parade» (live[C]) | 5:29         |
| 5. | «Heaven Help Us» ([C])                  | 2:55         |

A Записана 14 октября 2006 на O2 Music Flash 2006 E-Werk в Берлине.
B Первоначально была выпущена на сингле «Famous Last Words».
C Первоначально была выпущена на сингле «Welcome to the Black Parade».

## Участники записи
- Джерард Уэй — вокал
- Майки Уэй — бас-гитара
- Боб Брайар — ударные
- Фрэнк Айеро — ритм-гитара, бэк-вокал
- Рэй Торо — соло-гитара, бэк-вокал